# Wässermatte

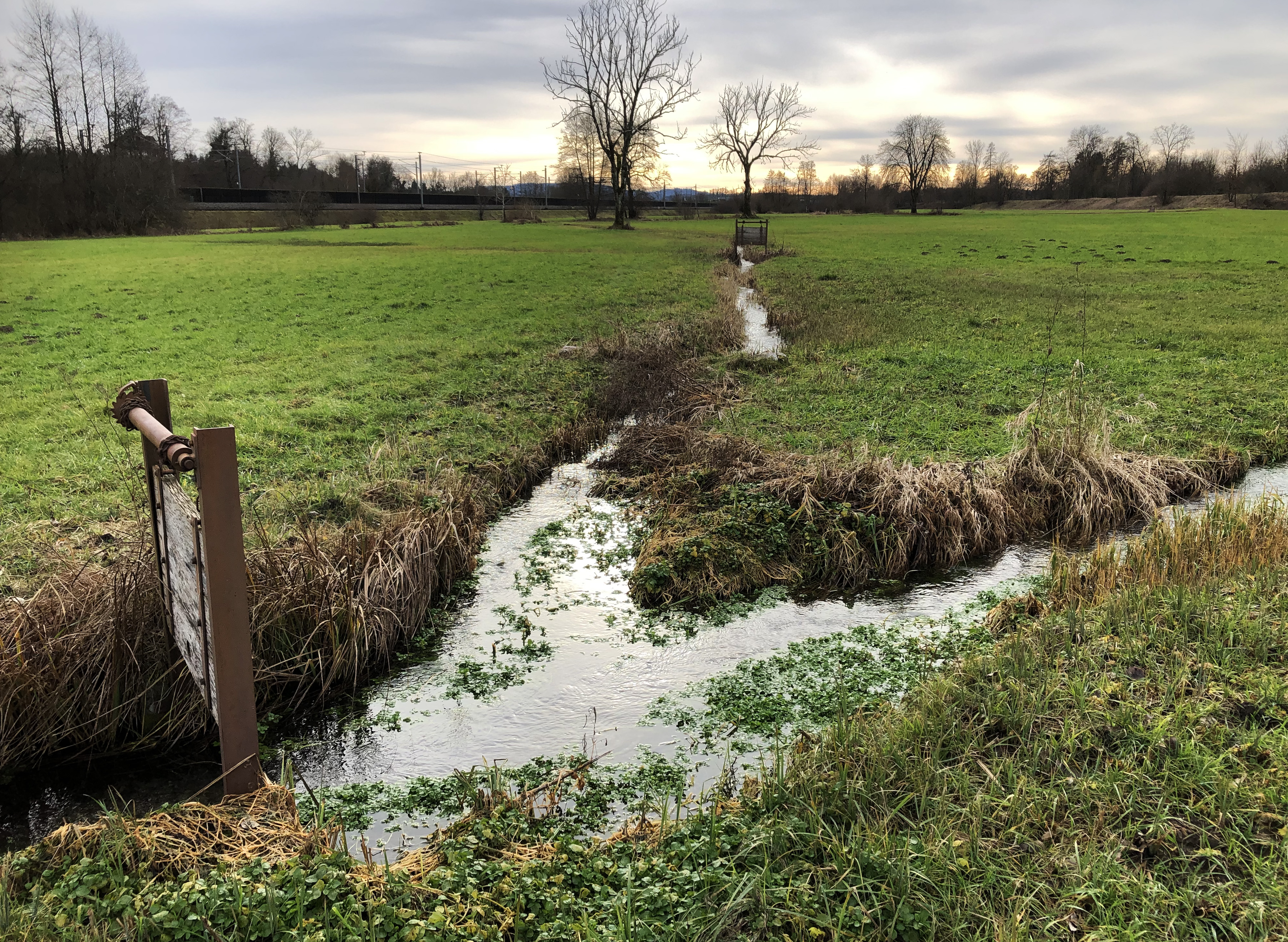
Wässerung in der Brunnmatte, Roggwil

Die Wässermatten im Oberaargau sind Beispiele für eine ehemals im Mittelland der Schweiz verbreiteten Kulturform der genossenschaftlichen Wiesenbewässerung und Düngung. Sie sind für weite Teile des früheren Kulturlandes typisch. Am besten sind sie heute noch in den Flusstälern der Langeten, der Önz und der Rot erhalten. Die Geschichte der Bewässerung in diesem Gebiet geht bis auf die Melioration im 13. Jahrhundert durch die Zisterzienser-mönche des Klosters St. Urban zurück.

## Geschichte

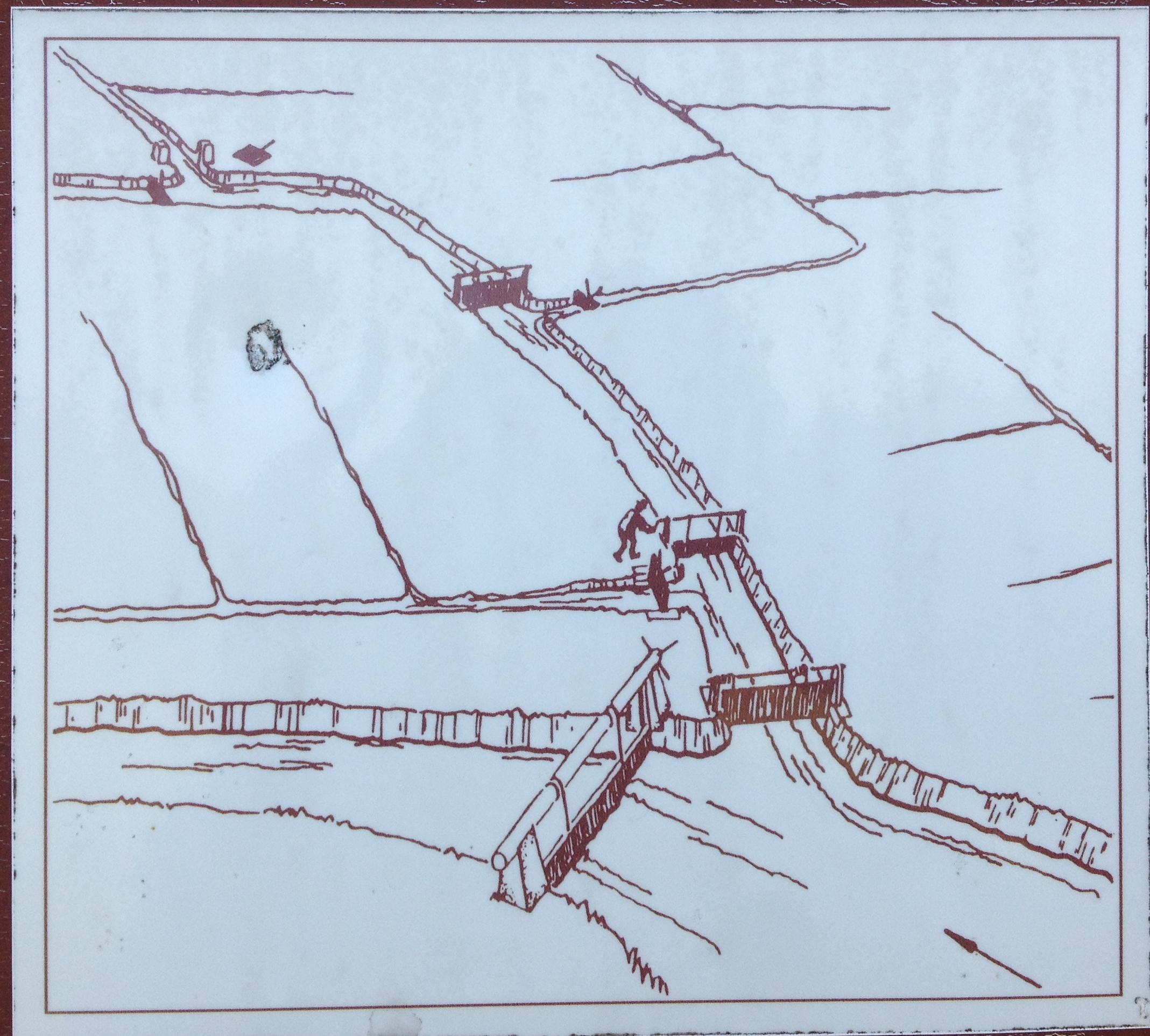
Wässerungsschema, aufgenommen von einer Informationstafel in den Melchnauer Wässermatten

Zur Bewässerung der Wiesen wurden weitverzweigte Systeme aus Kanälen und Gräben verschiedener Ordnungsstufen geschaffen. Das Wasser wurde mit Dämmen gestaut und durch Hauptbewässerungsgräben mit Brütschen (Schleusen) und Seitengräben mit Ablissen (Wässerauslässen) und Wuhren verteilt. Mit Staubrettern konnte das Wasser auf die Parzellen geleitet werden.
In den Talböden entstanden weite Wässermatten mit vielseitigen Grabensystemen und in den Seitentälern die «Ablissmatten» mit einfachen Grabensystemen. Die Wässermatten waren früher wertvolles Kulturland. Das Wiesland wurde mehrmals im Jahr, d. h. drei bis viermal bewässert (im Frühling, nach dem Einbringen von Heu und Emd im Sommer bzw. Spätherbst). Dank der mitgeschwemmten Schwebstoffe wurde es gleichzeitig gedüngt. Das landschaftsprägende Kleinrelief entstand durch die feinen, ständigen Ablagerungen des Wassers. Die Bewässerung erfolgte traditionell gemäss Grundbucheinträgen, verbrieften Wasserrechten, Reglementen und Kehrordnungen. Die Hauptgräben und Brütschen wurden von der Wässermatten-Genossenschaft im Gemeinwerk und die Seitengräben mit den dazugehörigen Anlagen von den jeweiligen Bewirtschaftern unterhalten. Der Uferschutz ist bis heute teilweise Aufgabe der Anstösser.

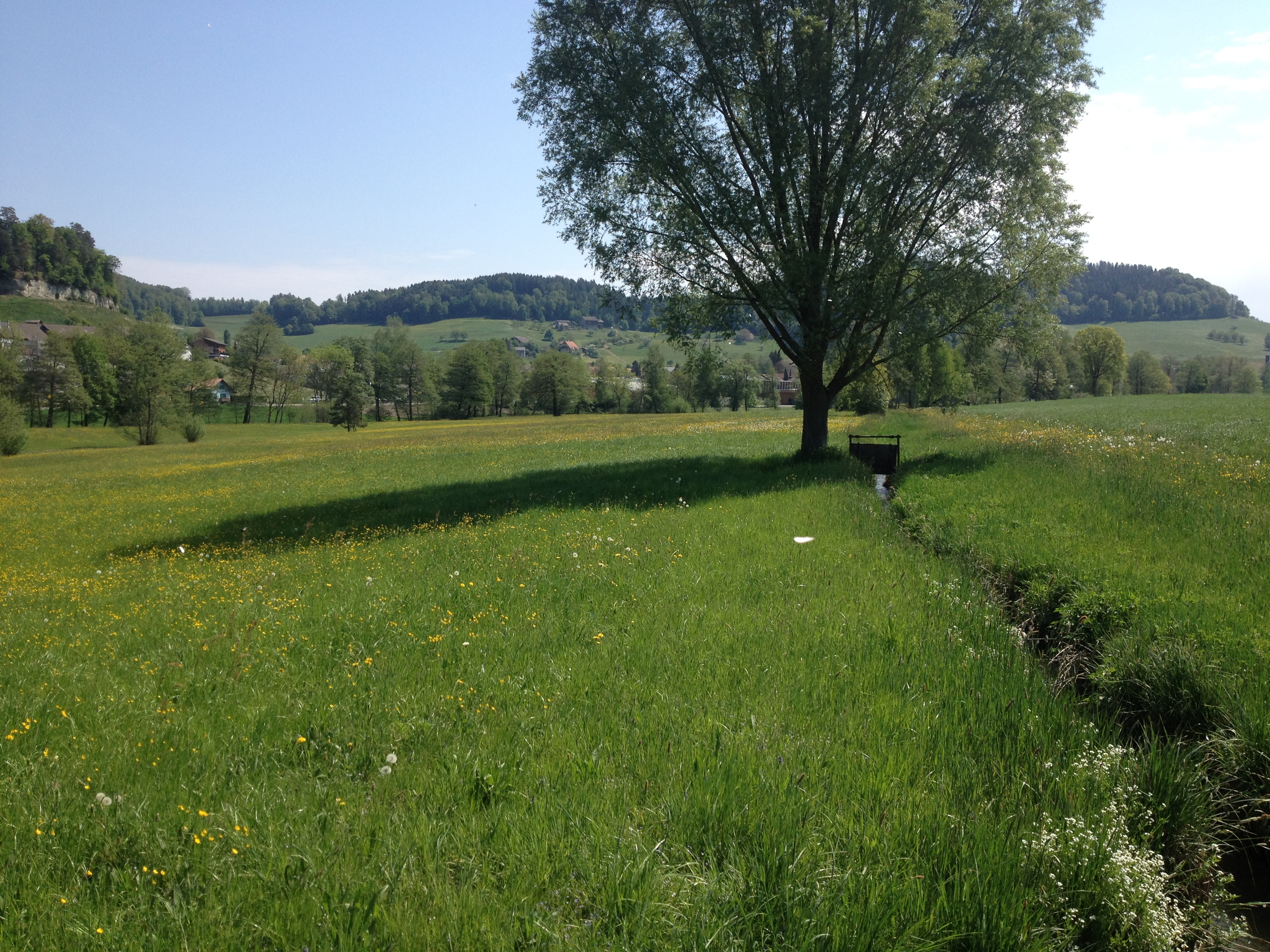
Wässermatten von Melchnau mit Wässergraben

Durch die grossflächige Wiesenbewässerung entstand im Langeten-, Oenz- und Rottal eine naturnahe Kulturlandschaft von besonderer Eigenart, die von weiten Grünlandflächen – meist Naturwiesen – und vielen Hecken sowie Einzelgehölzen entlang den Gewässern und Wassergräben geprägt ist. Erlen, Weiden, Traubenkirschen, Eschen und einzeln stehende Eichen gliedern die Landschaft. Viele Tierarten finden in den Feuchtgebieten ihren Lebensraum: Rabenkrähe, Mäusebussard, Stockente, Ringeltaube, Graureiher, Specht und Lerche und Amphibien. Die Wässermatten sind auch für das Grundwasser wichtig, dessen Volumen durch die Wiesenbewässerung beeinflusst wird. Im unteren Langetental kommen aus Niederschlägen und unterirdischen Zuflüssen 87 %, aus Bachbett und Hochwasser 10 % und aus der Versickerung der Wässermatten rund 3 % des Grundwassers.
Die heutige Landschaft der Wässermatten entstand durch jahrhundertelange Arbeit auf den Fluren. So konnte sich diese naturnahe Kulturlandschaft entwickeln.

## Kunstgeschichte
Namhafte Maler wählten das Sujet „Wässermatten“ für ihre Werke. So weilte Ferdinand Hodler (1853–1918) in jungen Jahren oft bei seinem Onkel Friedrich Neukomm in Langenthal. Schönheit und Eigenart der Wässermatten haben ihm Motive für einige seiner frühen Landschaftsbilder geliefert.
Der Schweizer Kunstmaler Martin Ziegelmüller schuf zusammen mit dem Fotografen Heini Stucki einen Werkzyklus über die Wässermatten.

## Schutz

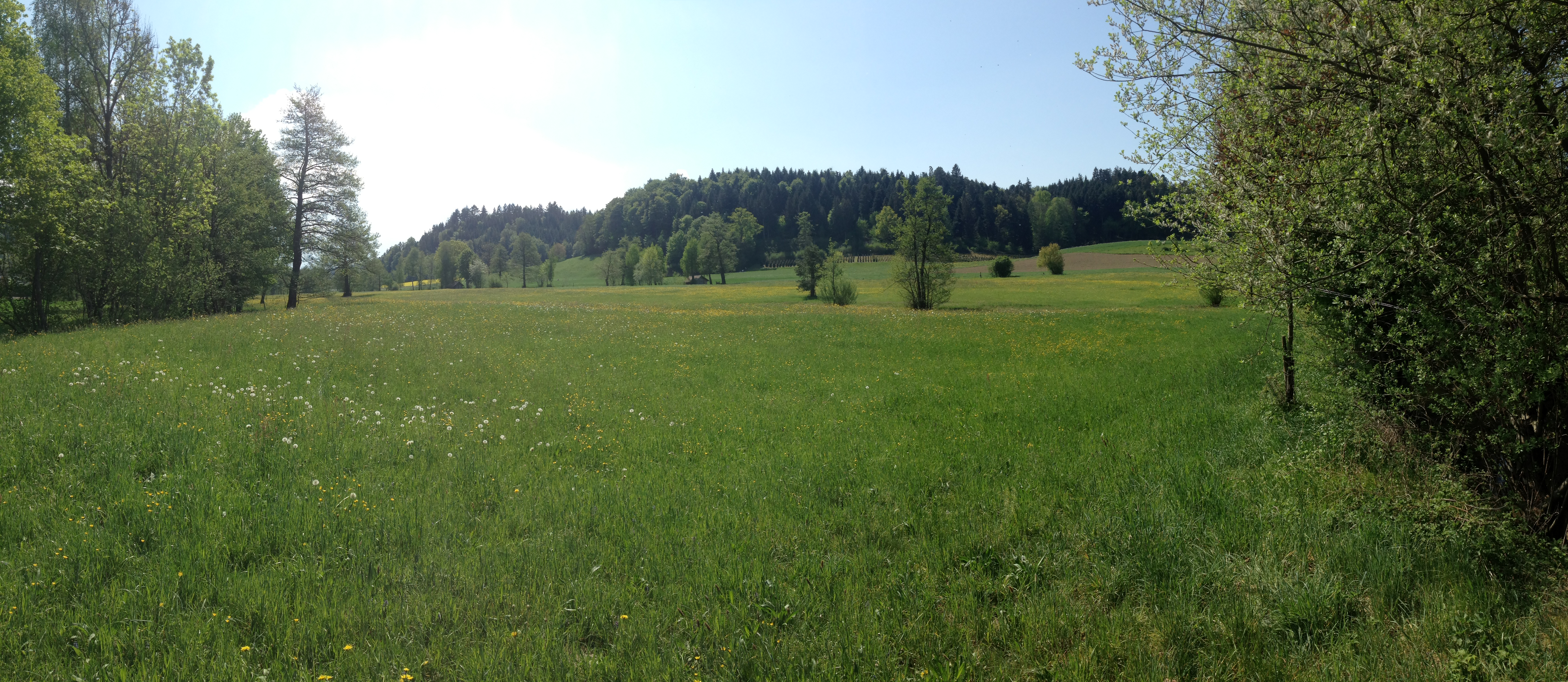
Blick in die Wässermatten von Melchnau

Die Wässermatten sind nicht nur wegen ihrer Schönheit, Seltenheit und Eigenart eine schützenswerte Landschaft. Die Meliorationsanlagen sind auch ein wertvolles kulturhistorisches Denkmal, das von einer jahrhundertelangen Tradition zeugt. Die Anbauschlacht im Zweiten Weltkrieg, der Intensivanbau, die Mechanisierung und der Kunstdüngereinsatz haben das Weiterbestehen der Wässermatten bedroht. Von den ehemals rund 700 Hektaren im Langetental waren 1980 kaum ein Zehntel übriggeblieben.
Mehrere Personen setzten sich für die Erhaltung dieser schützenswerten Landschaft ein. Nachdem in Ortsplanungen, in regionalen und kantonalen Richtplänen Wässermatten als Schutzzonen ausgeschieden worden waren, beschlossen der Regierungsrat des Kantons Bern 1985 und der Grosse Rat 1991 rechtliche wie finanzielle Grundlagen zur Erhaltung einiger typischer Teilgebiete der Wässermatten im Oberaargau.

1992 entstand die Stiftung zum Schutz der Wässermatten (Wässermatten-Stiftung). Sie hat seither mit 60 Wässerbauern Bewirtschaftungsverträge abgeschlossen. Aus dem Zinsertrag des Stiftungskapitals entschädigt die Stiftung die Bewirtschafter für ihre Leistungen und den Minderertrag.
1994 schloss sich der Kanton Luzern mit rund 15 Hektaren Wässermatten im Rottal in der Gemeinde Altbüron der Stiftung an. Zwei Jahre später kamen die unmittelbar angrenzenden Matten von Melchnau dazu, 2002 schliesslich drei weitere Flächen in Altbüron und St. Urban. So sind vorläufig total rund 105 Hektaren vertraglich gesichert.
Durch diese Form des integralen Landschaftsschutzes wird sowohl das Gebiet der Wässermatten als auch die damit verbundene Nutzungsart der Bewässerungswirtschaft erhalten.